# Geofachdaten
Geofachdaten sind raumbezogene Daten (Geodaten) aus einem bestimmten Fachgebiet, wie zum Beispiel Demographie, Epidemiologie, Bodenkunde, Klimatologie, Wahlstatistik. Häufige Anwendungsgebiete für Geofachdaten sind Erhebungen von Verwaltungen z. B. in den Bereichen Umwelt, Statistik oder Planung. Allgemein können als Geofachdaten alle Geodaten bezeichnet werden, die nicht unter die Geobasisdaten fallen. Im Gegensatz zu Sachdaten sind Geofachdaten grundsätzlich selbstständig aussagefähige Geodaten und weisen einen eindeutigen (direkten oder indirekten) Raumbezug auf.
Dieser Raumbezug kann entweder direkt durch Koordinaten oder indirekt, beispielsweise durch Bezug auf Geobasisdaten, Adressangaben, Postleitzahlbereiche, administrative oder statistische Gebietseinheiten wie Gemeindegebiete, Landkreise, Arbeitsamtsbezirke o. Ä. hergestellt werden. Der Raumbezug kann auch auf linienförmige Objekte bezogen sein, wie zum Beispiel Verkehrsdaten.
Hinsichtlich der Aktualität,  Flexibilität und Leistungsfähigkeit der Daten werden deshalb an die Geodateninfrastruktur hohe Anforderungen gestellt.
Dabei ist es notwendig, dafür zu sorgen, dass die teilweise heterogenen Geofachdaten über standardisierte Schnittstellen zur Weiterverwendung in einheitliche Datenformate überführbar sind.
Als amtliche Geofachdaten können Geofachdaten bezeichnet werden, wenn deren Authentizität und die Konsistenz ihrer Datenhaltung gewährleistet sind und sie durch eine mit der Erfüllung hoheitlicher Aufgaben beauftragte Stelle verantwortet werden. Amtliche Geofachdaten, die auf verbindlich festgelegten Terminologien beruhen, haben für die Interoperabilität heterogener Datensysteme wachsende Bedeutung. 

## Quelle
- Geoportal Rheinland-Pfalz: Geofachdaten